# Dino Compagni
Dino Compagni, född omkring 1250 och död 1324, var en florentinsk historiker.
Compagnis främsta verk är Cronica delle cose occorrenti ne' tempi suoi, som skildrar Florens historia 1280-1312 och har ansetts som ett av den italienska litteraturens mästerverk. Den finns översatt till svenska av Paul Enoksson som Florentinsk krönika över händelser som inträffat under hans egen tid (Atlantis, 2003)
Krönikans äkthet ifrågasattes av den tyske historikern Paul Scheffer-Boichorst, men anses nu allmänt som äkta.